# Astragalus ampullarioides
Astragalus ampullarioides es una rara especie de planta herbácea perteneciente a la familia de las leguminosas. Es originaria de Norteamérica.Estaba clasificada anteriormente como una variedad de Astragalus eremiticus.

## Descripción
Esta es una hierba perennifolia que crece erecta hasta una altura máxima de cerca de medio metro. Produce alrededor de 45 flores en una inflorescencia erecta. Es polinizada por las abejas.
Gran parte de las plantas se encuentran dentro de los límites del Parque nacional Zion y las tierras tribales de los Shivwits.  En otras partes de su hábitat se encuentran desprotegidas. Las amenazas a la especie incluyen la pérdida de hábitat por el desarrollo y la agricultura, por los conejos, el ganado de pastoreo, por los vehículos todoterreno, la explotación de canteras y la introducción de otras especies de plantas.

## Distribución
Es endémica de Condado de Washington, Utah, donde se conoce solamente de siete poblaciones. Las estimaciones del número total de individuos que van desde 1000 a 4200. La especie se encuentra en el matorral del desierto y los bosques en la Formación Chinle. Se encuentra en una lista federal de especies en peligro de extinción.

## Taxonomía
Astragalus ampullarioides fue descrita por (S.L.Welsh) S.L.Welsh y publicado en Great Basin Naturalist 58(1): 51. 1998.
Etimología
Astragalus: nombre genérico derivado del griego clásico άστράγαλος y luego del Latín astrăgălus aplicado ya en la antigüedad, entre otras cosas, a algunas plantas de la familia Fabaceae, debido a la forma cúbica de sus semillas parecidas a un hueso del pie.
ampullarioides: epíteto latino que significa "parecido a una ampolla".